# Droga wojewódzka nr 656
Droga wojewódzka nr 656 (DW656) – droga wojewódzka w województwie: warmińsko-mazurskim o długości 39 km, łącząca wieś Staświny z Ełkiem.

## Miejscowości leżące przy trasie DW656
- Staświny
- Lipowy Dwór
- Czyprki
- Malinka
- Pamry
- Ranty
- Hejbuty
- Zelki
- Berkowo
- Grabnik
- Woszczele
- Chrzanowo
- Siedliska
- Ełk